# ایو مایر
ایو مایر (انگلیسی: Eve Meyer؛ ۱۳ دسامبر ۱۹۲۸ – ۲۷ مارس ۱۹۷۷) یک هنرپیشه، و تهیه‌کننده اهل ایالات متحده آمریکا بود. 